# Shades of Truth (single)
Shades of Truth is een single van de Amerikaanse punkband Bad Religion. Het is tevens het tweede nummer van het tiende studioalbum van de band, namelijk No Substance. Net als alle andere nummers van het album, is de tekst afkomstig van vocalist Greg Graffin, aangezien gitarist en mede-songwriter Brett Gurewitz de band had verlaten.
Shades of Truth is de eerste single van de band die maar op één album is verschenen. Het is (nog) nooit op een later compilatie- of livealbum verschenen.

## Samenstelling
- Greg Graffin - zang
- Brian Baker - gitaar
- Greg Hetson - gitaar
- Jay Bentley - basgitaar
- Bobby Schayer - drums